# Medianoche (película de 1949)
Medianoche es una película mexicana de 1949 dirigida por Tito Davison y protagonizada por Arturo de Córdova, Elsa Aguirre y Marga López.

## Argumento
Después de un atraco, un criminal escapa a un pequeño pueblo asumiendo la identidad del nuevo maestro de escuela.

## Reparto
- Arturo de Córdova como Daniel Benítez.
- Elsa Aguirre como Cora Moreno.
- Marga López como Rosita.
- Carlos López Moctezuma como Sr. Carrasco
- José Elías Moreno como Comandante Enrique Robles.
- Dolores Camarillo como Tía de Rosita.
- José Ángel Espinosa como Profesor Florentino Mendizábal.
- Pascual García Peña como Chanchomon.
- Antonio R. Frausto como Onofre, director de orquesta.
- Juan García como El norteño.
- Manuel Dondé como Melquiades.
- Juan Orraca como Esbirro de Daniel.
- Carlos Múzquiz como Agente de policía.
- Isabel del Puerto como Lidia.
- Jorge Arriaga como Romeo.
- Ceferino Silva como El zurdo, portero del cabaret.
- Ismael Pérez como Domingo.
- Julio Ahuet como Jugador de poker (no acreditado).
- Daniel Arroyo como representante de escuela (no acreditado).
- Stephen Berne como Esbirro calvo de Daniel (no acreditado).
- Guillermo Bravo Sosa como Jugador de poker (no acreditado).
- Alfonso Carti como Sargento (no acreditado).
- Ricardo Carti como Invitado a reunión (no acreditado).
- Felipe de Flores como Anunciador de cabaret (no acreditado).
- Manuel de la Vega como Piloto de avión (no acreditado).
- Emilio Garibay como Esbirro de Carrasco (no acreditado).
- Ramón Gay como Esbirro de Daniel (no acreditado).
- Cecilia Leger como Invitada a reunión (no acreditada).
- Antonio Leo como Empleado de cantina (no acreditado).
- Paco Martínez como Señor boticario (no acreditado).
- José Luis Moreno como Estudiante de escuela (no acreditado).
- José Muñoz como Agente de policía (no acreditado).
- Pedro Padilla como Pasajero de camión (no acreditado).
- José Pardavé como Chango, marihuano (no acreditado).
- Ignacio Peón como Invitado a reunión (no acreditado).
- Joaquín Roche como Capitán de barco (no acreditado).
- Ramón Sánchez como Esbirro de Daniel (no acreditado).
- Manuel Trejo Morales como Agente de policía (no acreditado).
- Armando Velasco como Jefe de policía (no acreditado).
- Hernán Vera como Cantinero (no acreditado).